# Orbinia latreilli
Orbinia latreilli är en ringmaskart som först beskrevs av Jean Victor Audouin och Milne Edwards 1833. Orbinia latreilli ingår i släktet Orbinia, och familjen Orbiniidae.
Artens utbredningsområde är havet utanför Belgien. Inga underarter finns listade i Catalogue of Life.